# Moma (Fluss)
Die Moma (russisch Мома, jakut. Муома/Muoma) ist ein 406 km langer rechter Nebenfluss der Indigirka in der Republik Sacha im Fernen Osten Russlands. Nach ihr benannt ist das Momagebirge nördlich ihres Tals, der Ulus Moma, zu dem ihr Tal gehört.
Die Moma entsteht in etwa 700 m Höhe in der Niederung zwischen Tscherskigebirge (Ulachan-Tschistai-Kamm) im Südwesten und Momagebirge im Nordosten aus mehreren kleineren Quellflüssen. Sie durchfließt dann in nordwestlicher bis westlicher Richtung die Moma-Selennjach-Senke zwischen Tscherskigebirge und dem nach der Moma benannten Momagebirge, bis sie wenig südlich des Polarkreises in die Indigirka mündet (in 192 m Höhe).
Das Einzugsgebiet der Moma umfasst 30.200 km². In Mündungsnähe ist der Fluss bis 250 Meter breit und 2,5 Meter tief; die Fließgeschwindigkeit beträgt 1,6 m/s. Die wichtigsten Nebenflüsse sind von rechts Taryn-Jurjach (Länge 88 km) sowie von links Tirechtjach (160 km), Buordach (119 km) und Erikit (184 km).
Die Moma gefriert von Ende September/Anfang Oktober bis Ende Mai/Anfang Juni.
Unter- und Mittellauf der Moma sind reich an felsigen Stromschnellen, der Fluss verzweigt sich hier in viele Arme. Der Fluss ist nicht schiffbar.
Auf ihrer gesamten Länge durchfließt die Moma das Kreisgebiet des nach ihr benannten Ulus Moma (russ. Момский улус, jakut. Муома улууһа) der Republik Sacha (Jakutien). An der Mündung des Moma liegt das Ulusverwaltungszentrum Chonuu, am Oberlauf das Dorf Sassyr.